# Geometrogenese
Geometrogenese (Geburt der Geometrie) bezeichnet ein theoretisches Modell der Astrophysik, um zu erklären, dass der Raum zusammen mit dem Universum geschaffen wurde.

## Beschreibung
Das Modell beschreibt die pränatale Phase des Universums mit zu vielen Verbindungen, als dass eine sinnvolle geometrische Interpretation möglich wäre. Ein solches Netzwerk formt sich später in Abhängigkeit von Zeit und Temperatur und nimmt schließlich eine reguläre geometrische Form an, die dem Raum  von Einsteins Theorie nahekommt.
Die Geometrogenese gründet auf der allgemeinen Beobachtung, dass Oberflächen, die als glatt wahrgenommen werden – zum Beispiel die von Papier- oder Plastikoberflächen – im Mikrobereich aus kleineren Einheiten bestehen und kleine Löcher aufweisen. Die Theorie der nichtlokalen Verbindungen im Universum, die man sich als kleine Wurmlöcher vorstellen kann,  geht von der Möglichkeit aus, dass diese von der Geometrogenese zurückgelassen wurden.